# Puttelange-lès-Thionville
Puttelange-lès-Thionville (fràncic lorenès Pëttléngen) és un municipi francès situat al departament del Mosel·la i a la regió del Gran Est. L'any 2007 tenia 892 habitants.

## Demografia

### Població
El 2007 la població de fet de Puttelange-lès-Thionville era de 892 persones. Hi havia 329 famílies, de les quals 64 eren unipersonals (32 homes vivint sols i 32 dones vivint soles), 79 parelles sense fills, 146 parelles amb fills i 40 famílies monoparentals amb fills.
La població ha evolucionat segons el següent gràfic:
Habitants censats

### Habitatges
El 2007 hi havia 363 habitatges, 332 eren l'habitatge principal de la família i 31 estaven desocupats. 291 eren cases i 71 eren apartaments. Dels 332 habitatges principals, 269 estaven ocupats pels seus propietaris, 57 estaven llogats i ocupats pels llogaters i 6 estaven cedits a títol gratuït; 1 tenia una cambra, 19 en tenien dues, 32 en tenien tres, 48 en tenien quatre i 232 en tenien cinc o més. 308 habitatges disposaven pel capbaix d'una plaça de pàrquing. A 120 habitatges hi havia un automòbil i a 200 n'hi havia dos o més.

### Piràmide de població
La piràmide de població per edats i sexe el 2009 era:
| Homes | Edats   | Dones |
| ----- | ------- | ----- |
| 0     | 95 o +  | 0     |
| 4     | 90 a 94 | 4     |
| 4     | 85 a 89 | 8     |
| 0     | 80 a 84 | 0     |
| 4     | 75 a 79 | 16    |
| 4     | 70 a 74 | 8     |
| 12    | 65 a 69 | 8     |
| 12    | 60 a 64 | 12    |
| 24    | 55 a 59 | 8     |
| 36    | 50 a 54 | 32    |
| 12    | 45 a 49 | 40    |
| 32    | 40 a 44 | 8     |
| 16    | 35 a 39 | 28    |
| 28    | 30 a 34 | 12    |
| 16    | 25 a 29 | 20    |
| 24    | 20 a 24 | 20    |
| 28    | 15 a 19 | 20    |
| 28    | 10 a 14 | 8     |
| 24    | 5 a 9   | 32    |
| 20    | 0 a 4   | 12    |

## Economia
El 2007 la població en edat de treballar era de 603 persones, 471 eren actives i 132 eren inactives. De les 471 persones actives 448 estaven ocupades (246 homes i 202 dones) i 24 estaven aturades (12 homes i 12 dones). De les 132 persones inactives 35 estaven jubilades, 40 estaven estudiant i 57 estaven classificades com a «altres inactius».

### Ingressos
El 2009 a Puttelange-lès-Thionville hi havia 297 unitats fiscals que integraven 774 persones, la mediana anual d'ingressos fiscals per persona era de 19.999,5 €.

### Activitats econòmiques
Dels 14 establiments que hi havia el 2007, 1 era d'una empresa alimentària, 1 d'una empresa de fabricació d'altres productes industrials, 3 d'empreses de construcció, 2 d'empreses de comerç i reparació d'automòbils, 1 d'una empresa d'hostatgeria i restauració, 2 d'empreses financeres, 3 d'empreses immobiliàries i 1 d'una empresa de serveis.
Dels 5 establiments de servei als particulars que hi havia el 2009, 1 era una oficina bancària, 1 lampisteria, 2 empreses de construcció i 1 restaurant.
L'únic establiment comercial que hi havia el 2009 era una fleca.
L'any 2000 a Puttelange-lès-Thionville hi havia 15 explotacions agrícoles que ocupaven un total de 825 hectàrees.

## Equipaments sanitaris i escolars
El 2009 hi havia 1 escola maternal i 1 escola elemental.

## Poblacions més properes
El següent diagrama mostra les poblacions més properes.